# Boig d'amor
Boig d'amor (títol original: Fool for Love) és una pel·lícula estatunidenca de Robert Altman estrenada l'any 1985. És l'adaptació de l'obra de teatre homònima de Sam Shepard, que interpreta també el paper principal. Ha estat doblada al català.

## Argument
En un vell motel del desert del Sud-Oest dels Estats Units, May viu i treballa des d'algun temps en l'esperança d'escapar a la persecució de Eddie, un ancià enamorat i amic d'infantesa. Però aquest últim la troba. Alguns flashbacks evoquen llavors els vicissituds passades i les escenes violentes posen de manifest inconfessables secrets d'aquesta parella.

## Repartiment
- Sam Shepard: Eddie
- Kim Basinger: May
- Harry Dean Stanton: el pare
- Randy Quaid: Martin
- Martha Crawford: la mare de May
- Louise Egolf: la mare de Eddie
- Sura Cox: May, adolescent
- Jonathan Skinner: Eddie, adolescent
- April Russell: May, nen
- Deborah McNaughton: la Comtessa
- Lon Hill: Mr. Valdes